# São Jerônimo
Pour les articles homonymes, voir São Jerônimo (homonymie).
São Jerônimo est une ville brésilienne de la mésorégion métropolitaine de Porto Alegre, capitale de l'État du Rio Grande do Sul, faisant partie de la microrégion de São Jerônimo et située à 65 km à l'ouest de Porto Alegre. Elle se situe à une latitude de 29° 57′ 34″ sud et à une longitude de 51° 43′ 21″ ouest, à 30 m d'altitude. Sa population était estimée à 20 506 en 2007, pour une superficie de 937 km2. L'accès s'y fait par les BR-470 et RS-401.
Le nom de São Jerônimo (Saint Jérôme, en français) vient de ce que les habitants de l'ancienne localité de Passo das tropas auraient découvert une icône à l'effigie du saint dans une barque amarrée sur une plage locale. La ferveur religieuse a opéré la transformation du nom du lieu.
São Jerônimo est située à la confluence des rios Taquari et Jacuí, en face de la ville de Triunfo.
L'économie de la commune est essentiellement agricole et pastorale : maïs, tabac, riz, pastèques, haricots, acacia noir, eucalyptus, bovins à viande et ovins. Il y a aussi une petite industrie de médicaments et de produits de compléments alimentaires.

## Villes voisines
- General Câmara
- Triunfo
- Charqueadas
- Arroio dos Ratos
- Barão do Triunfo
- Cerro Grande do Sul
- Camaquã
- Dom Feliciano
- Pantano Grande
- Butiá